# 鈴木塁人
鈴木 塁人（すずき たかと、1997年7月23日 - ）は、千葉県柏市出身の陸上競技選手。専門は長距離種目。流通経済大学付属柏高等学校、青山学院大学総合文化政策学部総合文化政策学科卒業。GMOインターネットグループ陸上競技部所属。

## 経歴
中学時代までは野球をしていたが、高校から陸上競技に転向。
2016年に青山学院大学に進学すると、5月の関東インカレ2部5000mでは先輩の田村和希を抑えて3位入賞。6月のアジアジュニア陸上競技選手権大会5000mでは優勝を果たす。10月の第28回出雲駅伝では1区に起用され、トップと10秒差の区間5位でまとめ、チームの優勝に貢献した。
大学2年時の第49回全日本大学駅伝では最終8区を担当し区間4位。第94回箱根駅伝では1区を務めトップと25秒差の区間5位でまとめ、チームの4連覇に貢献した。
大学3年時の関東インカレ2部10000mでは日本人トップの4位入賞。第30回出雲駅伝では2区区間賞、第50回全日本大学駅伝では3区区間3位でともに優勝に貢献した。第95回箱根駅伝では最終10区を担当。区間2位の走りで東洋大をかわし2位に浮上したが、総合5連覇には届かなかった。2月の香川丸亀国際ハーフマラソンでは日本人トップの4位に入った。
大学4年時は主将を務めた。第51回全日本大学駅伝では4区区間7位に終わる。第96回箱根駅伝では3区を担当、東京国際大学のイェゴン・ヴィンセントに先頭を明け渡したものの、従来の区間記録にあと6秒と迫る好タイムを記録。チームの往路優勝・総合優勝に貢献した。
大学卒業後はSGホールディングスに所属。関西実業団駅伝では2020年・2021年と2年連続で6区区間賞・区間新記録を樹立している。2021年の日本選手権クロスカントリーでは5位入賞を果たした。
2024年9月にSGホールディングスを退社。翌月に青山学院大学時代の恩師原晋がEKIDENディレクターを務めるGMOインターネットグループへ加入したことが発表された。

## エピソード
2019年4月6日、TBSテレビ系列『オールスター感謝祭'19春』の「人馬対決・マイルリレー」に、飯田貴之・新号健志・生方敦也と共に出場。結果人間側（青学大陸上部員）が競走馬に勝利した。

## 戦績

### 主な戦績
| 年     | 大会                                       | 種目（区間）   | 順位   | 記録          | 備考                   |
| ------ | ------------------------------------------ | -------------- | ------ | ------------- | ---------------------- |
| 2014   | 第19回全国都道府県対抗男子駅伝競走大会     | 5区（8.5km）   | 8位    | 25分04秒      | 下田裕太を抜き去る     |
| 2015   | 第68回全国高等学校総合体育大会陸上競技大会 | 1500m予選第4組 | DNS    | ー            |                        |
| 2015   | 第68回全国高等学校総合体育大会陸上競技大会 | 5000m予選第2組 | 2位    | 14分40秒80    | 決勝進出               |
| 2015   | 第68回全国高等学校総合体育大会陸上競技大会 | 5000m決勝      | 17位   | 14分51秒63    | スタート直後に転倒     |
| 2015   | 第3回全国高等学校陸上競技選抜大会          | 10000m決勝     | 5位    | 30分12秒26    |                        |
| 2015年 | 第66回全国高等学校駅伝競走大会             | 1区            | 12位   | 29分52秒      |                        |
| 2016年 | 第21回全国都道府県対抗男子駅伝競走大会     | 1区            | 16位   | 20分25秒      |                        |
| 2016年 | 日本選抜陸上和歌山大会                     | 5000m          | 4位    | 14分7秒55     |                        |
| 2016年 | 第95回関東学生陸上競技対校選手権大会       | 5000m(2部)     | 3位    | 13分58秒48    |                        |
| 2016年 | 第17回アジアジュニア陸上競技選手権大会     | 5000m          | 優勝   | 14分16秒42    |                        |
| 2016年 | 第28回出雲全日本大学選抜駅伝競走           | 1区            | 5位    | 23分33秒      | 総合優勝               |
| 2016年 | 第11回世田谷246ハーフマラソン              | ハーフマラソン | 2位    | 1時間2分55秒  |                        |
| 2017年 | 第20回日本学生ハーフマラソン選手権大会     | ハーフマラソン | 659位  | 1時間11分48秒 |                        |
| 2017年 | 金栗記念選抜中・長距離熊本大会             | 5000m          | 3組7位 | 14分14秒84    |                        |
| 2017年 | 兵庫リレーカーニバル                       | 10000m         | 11位   | 28分44秒71    |                        |
| 2017年 | 第96回関東学生陸上競技対校選手権大会       | 5000m(2部)     | 6位    | 14分09秒45    |                        |
| 2017年 | 第49回全日本大学駅伝対校選手権大会         | 8区            | 4位    | 59分08秒      | 総合3位                |
| 2018年 | 第94回東京箱根間往復大学駅伝競走           | 1区            | 5位    | 1時間02分41秒 | 往路2位・総合4連覇達成 |
| 2018年 | 第23回全国都道府県対抗男子駅伝競走大会     | 7区            | 13位   | 38分35秒      | 総合3位                |
| 2018年 | 第97回関東学生陸上競技対校選手権大会       | 10000m(2部)    | 4位    | 29分20秒84    |                        |
| 2018年 | 第30回出雲全日本大学選抜駅伝競走           | 2区            | 区間賞 | 16分26秒      | 総合優勝               |
| 2018年 | 第50回全日本大学駅伝対校選手権大会         | 3区            | 3位    | 34分42秒      | 総合優勝               |
| 2019年 | 第95回東京箱根間往復大学駅伝競走           | 10区           | 2位    | 1時間10分10秒 | 復路優勝・総合2位      |
| 2019年 | 第73回香川丸亀国際ハーフマラソン           | ハーフマラソン | 4位    | 1時間01分45秒 | 日本人1位              |

### 大学駅伝成績
| 年度               | 出雲駅伝                    | 全日本大学駅伝              | 箱根駅伝                          |
| ------------------ | --------------------------- | --------------------------- | --------------------------------- |
| 1年生 （2016年度） | 第28回 1区-区間5位 23分33秒 | 第48回 － － － 出場なし    | 第93回 － － － 出場なし          |
| 2年生 （2017年度） | 第29回 － － － 出場なし    | 第49回 8区-区間4位 59分08秒 | 第94回 1区-区間5位 1時間02分41秒  |
| 3年生 （2018年度） | 第30回 2区-区間賞 16分26秒  | 第50回 3区-区間3位 34分42秒 | 第95回 10区-区間2位 1時間10分10秒 |
| 4年生 （2019年度） | 第31回 － － － 出場なし    | 第51回 4区-区間7位 34分37秒 | 第96回 3区-区間4位 1時間01分32秒  |

## 自己記録
- 1500m・・・3分55秒86（2016年4月23日 日本体育大学長距離競技会）
- 5000m・・・13分29秒21（2023年4月29日 第57回織田幹雄記念国際陸上競技大会）
- 10000m・・・28分08秒04（2023年3月4日 THE 2023 TEN - Sound Running -）
- ハーフマラソン・・・1時間01分45秒（2019年2月3日 第73回香川丸亀国際ハーフマラソン）